# Mayflower Bocawina National Park
Mayflower Bocawina National Park ist ein Nationalpark im Stann Creek District in Belize. Der Park wurde 2001 gegründet und umfasst 2833 ha. Neben einer reichen Flora und Fauna liegen auch noch mehrere Maya-Stätten im Parkgelände.

## Geographie
Der Park liegt westlich des Southern Highway am Rand der Küstenebene. In seinem Westteil steigen die ersten Berge auf über 200 m Höhe an. Das Gebiet ist dicht mit tropischem Regenwald bestanden.
Im Parkgebiet liegen auch drei Wasserfälle: Bocawina und Three Sisters Falls, sowie Antelope Falls, der etwas weiter entfernt liegt. Antelope Falls liegt nahe bei den Maya-Gebäuden.

## Maya-Stätten
Einige der archäologischen Stätten wurden bereits untersucht, unter anderem Pomona Site und einige Schutthaufen am Sittee River. Eine dritte Stätte in der Nähe des Wasserfalls am Silk Grass Creek wird als Mayflower Complex bezeichnet und umfasst die zwei kleineren Gebäude Maintzunun und T’au Witz, die vermutlich zeremonialen Zwecken dienten.
Maintzunun bedeutet „Kleiner Kolibri“ ist an und für sich zu klein um eine zeremoniale Funktion gehabt zu haben, jedoch auch zu groß für einen reinen Wohnbau. Die Bauwerke an der Stelle wurden mit großem Arbeitseinsatz hergestellt. Sand und große Steinblöcke wurden herangeschafft um eine Reihe von Plattformen aufzuschichten, auf denen wohl letztlich Pfahlbauten mit Strohdächern errichtet wurden.
Offenbar wurde ein großer Teich vor dem Komplex angelegt und Speisen als Brandopfer für Götter dargebracht. In einer späteren Phase wurde der Komplex durch Feuer zerstört. Andere Ausgrabungen brachten ein kleines, zylindrisch eingeschnittenes Boot zu Tage, das als Zentrum einer Plattform diente und als Stützung für ein weiteres Stroh-Gebäude.
Das Gelände wurde 1975 erstmals kartiert. Seither sind nur kleiner Probegrabungen durchgeführt worden. Aufgrund der Größe und der Anordnung der Plattformen und deren sorgfältiger Ausführung lässt sich zumindest sagen, dass der Mayflower Complex lokale Bedeutung hatte.
Die zweite Stätte „T’au Witz“ (dt. etwa: „Haus des Berggottes“) ist eine kleine Plattform, bei der kleine Tonscherben, eine kleine Stele und eine Art Altar ausgegraben wurden.

## Flora und Fauna
Seit Errichtung des Parks wurden 238 Vogelarten gezählt, unter anderem Sägeracken (motmots), Papageien und Tukane. Außerdem sind zahlreiche Säugetiere wie Ameisenbären, Brüllaffen, Jaguare und Tapire heimisch.

## Besuch
Das Besucherzentrum liegt direkt an der Straße. Von dort führt ein Wanderweg zu den Wasserfällen und zum Gipfel des nahegelegenen Berges.